# Тумайкина, Ольга Васильевна
О́льга Васи́льевна Тума́йкина (род. 3 апреля 1972, Красноярск) — российская актриса театра и кино, сценаристка; народная артистка РФ (2021).

## Биография
Родилась 3 апреля 1972 года в Красноярске. С 1987 года по 1991 год училась в Московском Театральном художественно-техническом училище. Окончила Театральное училище имени Б. В. Щукина в 1995 году (курс А. А. Казанской). В том же году была принята в труппу театра имени Евгения Вахтангова. В кино начала сниматься с 1998 года. В 2007 году была удостоена почётного звания заслуженной артистки Российской Федерации.
Мать много лет возглавляла различные магазины. Младший сводный брат Василий окончил институт и стал экономистом.
Со Школой-студией МХАТ у Ольги Тумайкиной не срослось уже на первом туре. Когда девушка вошла на прослушивание, приёмная комиссия (в рядах которой был Олег Табаков) была уже изрядно утомлена. У Ольги спросили, что она подготовила. «Чехов, Цветаева, Гарсиа Лорка, Достоевский», — ответила она. «Ну, прочтите-ка нам Чехова», — сказали они и вальяжно откинулись. И тут девушка, решив похулиганить, начала читать цветаевский текст. Её хода не оценили и распрощались, а вот в Щукинском училище абитуриентку оценили и приняли.
В театре имени Вахтангова дебютировала ролью Адельмы в «Принцессе Турандот». Со временем Ольга Тумайкина стала одной из ведущих актрис театра, амплуа которой — характерная героиня. В её активе: Полина Андреевна в чеховской «Чайке», аптекарша Зинаида Павловна Кашкина в спектакле «Прошлым летом в Чулимске» по Вампилову, суматошная дура Проня Прокоповна в искромётной комедии «За двумя зайцами», разбойница в «Али-Бабе и сорок разбойников», мадемуазель Жорж в спектакле «Фредерик, или Бульвар преступлений», Клариче в сказке «Король-олень» и другие роли. Исполняла роль пьяной полковницы Софьи Петровны Фарпухиной в спектакле «Дядюшкин сон» по Достоевскому. Помимо работы в театре имени Вахтангова, играла и в других театрах.
Популярность к Ольге Тумайкиной пришла с выходом в 2006 году на телеэкраны скетч-шоу «Женская лига».
В мае 2023 года приняла участие в скетчкоме «Истории большой страны» на телеканале «Россия-1».

## Семья
Незарегистрированный брак с однокурсником Андреем Бондарем.
Дочь Полина (род. 1996).
Дочь Маруся (род. 2008).

## Фильмография

### Актёрские работы
- 2000 — Империя под ударом
- 2000 — Новый год в ноябре
- 2001 — Яды, или Всемирная история отравлений — Зоя Филимонова
- 2003 — Москва. Центральный округ — матушка Зинаида
- 2003 — Остров без любви — жена Корюшкина
- 2004 — Чудеса в Решетове — Зина Белкина
- 2005 — Адвокат 3 (серия № 3 «Ложь») — Галина, жена актёра театра Олега Сизова, любовница женатого актёра театра Леонида Пурыгина
- 2006 — Девочки — Лиза
- 2006 — Кошачий вальс — первая секретарша
- 2007 — Закон и порядок: Преступный умысел — Нина Усольцева
- 2007 — Исчезнувшая империя — мать Александра Ляпина
- 2008 — Очень русский детектив — Малда, агент ФБР
- 2009 — Крем — Ганна Наливайко
- 2009 — Дом кувырком — Жози
- 2009 — Журов — Ниночка, секретарь Люсьены Павловны Ершовой
- 2010 — Южный календарь — Вера Николаевна Мармеладова
- 2010 — Сыщик Самоваров — Ольга, экскурсовод
- 2010 — Однажды в милиции — Эсмеральда Ватник, капитан (затем майор)
- 2010 — Телохранитель 3 — Нина, мать Анны
- 2010 — Ёлки — подруга Юли, жена Петра
- 2010 — Журов 2 — Ниночка, секретарь Люсьены Павловны Ершовой
- 2011 — Новогодние сваты — Маша, диспетчер Кучугурского автовокзала
- 2011 — Поцелуй сквозь стену — Ядвига Жульевна
- 2011 — Выкрутасы — Алла Андреевна Далинска, директор школы
- 2011 — 2013 — Светофор — Тамара Ивановна Трофимова, психотерапевт
- 2011 — Немного не в себе — Галина, подруга Людмилы
- 2011 — Карамель — Надежда Петровна, мать Анны
- 2012 — Мамы (новелла № 8 «Мама, положи деньги») — Людмила
- 2012 — Соседи — Джина Шенкли
- 2012 — Любовь в СССР — мать Сергея Нарбекова
- 2012 — Клубничный рай — Раиса Степановна
- 2012 — Яблочный спас — Раиса Степановна
- 2012 — Настоящая любовь — искусствовед
- 2013 — О чём молчат девушки — Маргарита Копылова, жена консула
- 2013 — Одноклассники.ru: НаCLICKай удачу — мать Лёши
- 2014 — Учителя — Ирина Викторовна, учитель биологии
- 2014 — Одинок по контракту — Маргарита Ивановна, мать Лили
- 2014 — Боцман Чайка — Вера Павловна
- 2014 — Ограбление по-женски — Нина
- 2014 — Чемпионы — Синицына, мать Ани Синицыной
- 2014 — 2015 — Папа на вырост — Людмила Николаевна Кузнецова, риелтор, мать Славы и Бориса Кузнецовых, бабушка Ани
- 2015 — Людмила Гурченко — Кира Георгиевна Андроникашвили, свекровь Людмилы, мать Бориса, её второго мужа
- 2015 — Между нот, или Тантрическая симфония — Марина, жена Лукинова
- 2015 — В созвездии Стрельца — Екатерина Алексеевна Фурцева
- 2015 — Мафия. Игра на выживание — Лариса, алкоголичка
- 2015 — Ставка на любовь — Эльвира Сергеевна Скворцова, мать Ани
- 2015 — 30 свиданий — Екатерина Кутная, психолог
- 2016 — Кризис нежного возраста — Валентина Павловна, мать Лёши
- 2016 — Даша — дура (короткометражка) — мама
- 2016 — Проездом (короткометражка) — мать Лены
- 2017 — Балерина — Галина
- 2017 — Не вместе — Яна Сорокина
- 2017 — Детки напрокат — Алёна, клиентка Ульяны
- 2017 — Мама Лора — Людмила Викторовна Ковальчук
- 2017 — Динозавр — Вера Дмитриевна
- 2018 — Я жив... — Мириам
- 2018 — Бабочка (короткометражка) — художница
- 2019 — Инкогнито (короткометражка) — женщина
- 2019 — Беловодье. Тайна затерянной страны — буфетчица московского ТЮЗа имени К. С. Станиславского
- 2019 — Старый вояка — Наталья
- 2020 — Не моё собачье дело — продюсер
- 2020 — Лёд 2 — регистратор в ЗАГСе
- 2020 — Гудбай, Америка! — Роза
- 2020 — Марлен — Любовь Алексеевна, руководитель театральной студии
- 2020 — Картонная пристань — Людмила Зорькина
- 2020 — Отражение звезды — Джулия, мать Ренаты
- 2020 — Спасская  — Софья Альбертовна
- 2021 — Стриптизёры — Лидия
- 2021 — Саня, газуй! — Яна
- 2021 — Чикатило — Виктория Петровна, директор интерната
- 2021 — Ваша честь — Анна Полякова
- 2021 — В активном поиске — Любовь Васильевна
- 2021 — Большая секунда — Татьяна Павловна, директор музыкальной школы
- 2022 — Честный развод 2 — женщина детского дома
- 2022 — Последователи — Нина
- 2022 — Колотушка — Кира Сергеевна, мама Марины
- 2022 — Друг на час — Люба
- 2023 — Открывай, полиция! — Нефёдова
- 2023 — Стрим — Анастасия Степановна, завуч
- 2023 — Вася не в себе — медсестра в больнице
- 2023 — Юра дворник — мама Ромы
- 2023 — Лада Голд — мама Полины
- 2023 — Сама виновата? — Ольга Грачёва, мать Дмитрия
- 2023 — Мендельсон — Раиса[5][6][7]
- 2023 — Повышая градус — Дина
- 2023 — Госпожа — мама Маруси
- 2023 — Я — медведь
- 2024 — Онегин — Скотинина
- 2024 — Манюня: Приключения в деревне — секретарша Олега
- 2024 — Капитан Крюк — Валентина, мать Никиты
- 2024 — Любовь зла — управдом
- 2024 — Комбинация — мама Лены

### Сценарные работы
- 2006 — Девочки

## Телевидение
- 2006 — 2010 — Женская лига — разные роли
- 2011 — Нереальная история — Иванова / мать Лены Кукушкиной
- 2011 — Мосгорсмех

## Работы в театре

### Театр имени Е. Б. Вахтангова
- «45 оттенков разного» — творческий вечер
- «Мнимый больной» — Туанетта
- «Бенефис» — Таня
- «Гроза» — Кабанова
- «Игры одиноких» — Фей
- «Потерпевший Гольдинер» — Джейн
- «Люди как люди» — Целованьева
- «Пиковая дама»
- «Али-Баба и сорок разбойников»
- «Дядюшкин сон»
- «Правдивейшая легенда одного квартала»
- «Король-олень»
- «Мелкий бес»
- «Ночь игуаны»
- «Левша»
- «Дама без камелий»
- «За двумя зайцами»
- «Чулимск прошлым летом»
- «Чайка»
- «Фредерик или Бульвар преступлений»
- «Принцесса Турандот»
- «Ричард III»

### Работы в других театрах
- «Зубастая няня»
- «Мордасовские страсти»
- «Шутка»
- «Свадьба»
- «Федра. Золотой Колос»
- «Счастливчик Смитт»
- «Заговор по-английски»

## Награды и звания
- Заслуженная артистка Российской Федерации (2007) — за заслуги в области искусства[8].
- Народная артистка Российской Федерации (2021) — за большие заслуги в области искусства[9].